# Бернська золота хартія

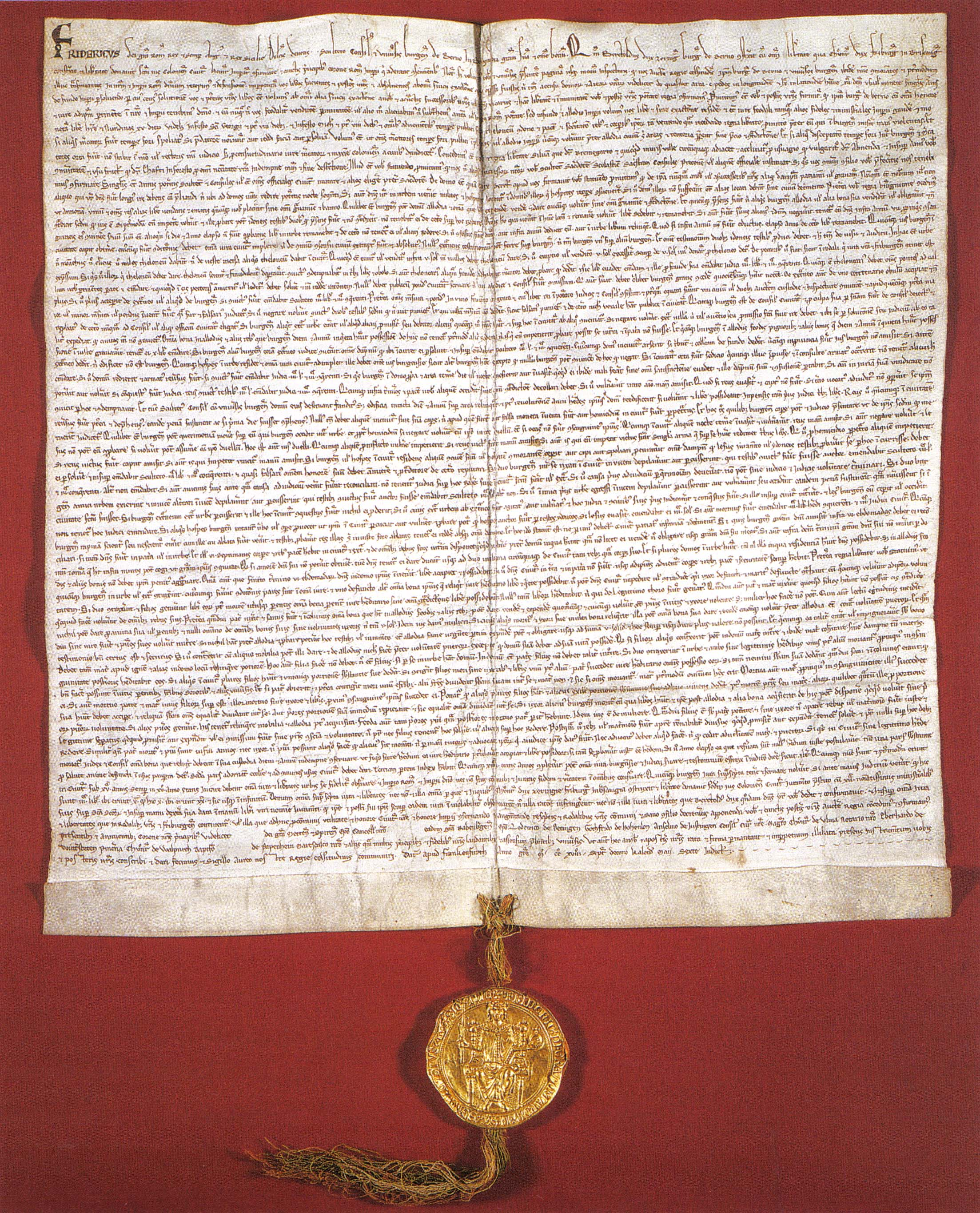
Бернська золота хартія.

Бернська золота хартія (також Бернська золота булла, нім. Berner Goldene Handfeste) — середньовічна хартія, яка нібито була видана імператором Священної Римської імперії Фрідріхом II місту Берн в 1218 році, хоча є сумніви у її автентичності. Цією хартією Берну надавались певні привілеї, зокрема воно отримувало статус імперського вільного міста, і по суті, ставало як незалежна держава. Хартія датується 1218 роком, хоча більшість науковців вважають, що це підробка зроблена в Берні наприкінці 13-го сторіччя. Наразі документ зберігається в Державному архіві кантону Берн.
Хартія, яка складається з 54 пунктів, надавала місту широкі повноваження, включно із вільними виборами солтиса (міського голови) та правом на автономне законодавство. Також нею дозволялося започаткування в місті імперського монетного двору, який і був заснований не пізніше 1228 року, для чеканки бернського пфеніга. Ці права були формально визнані і підтверджені королем Рудольфом I Габсбургом в 1274 році. Бернську золоту хартію можна вважати першою конституцією міста Берн. Хартію назвали золотою через те, що до документа була прикріплена велика (і без сумніву автентична) золота булла (гербова печатка). На її аверсі зображений імператор Фрідріх II на троні зі своїми регаліями, оточений написом «Фрідріх, волею божою Римський король, який постійно збільшує Імперію, Король Сицилії».
Питання про те чи є хартія справжньою постійно стоїть на порядку денному істориків починаючи з 1860-их років. У сучасних істориків є переважний консенсус про те, що це підробка зроблена в середині 13-го сторіччя на замовлення бернського уряду, зроблена щоб викласти в письмовому вигляді ті права, якими місто користувалось де-факто вже декілька десятиліть, взявши їх собі самовільно. Вчені вказують на те, що виняткові свободи надані цією хартією були дуже нетиповими для того часу, і що почерк, яким написана хартія, схожий на почерк одного з ченців Фрінісбергського монастиря неподалік Берна. В той час монастирі були майстерними у підробці документів за принципом «pia fraus» («благочестивий обман»): коли вони були впевнені, що хтось мав певні наміри, але не встиг викласти їх на папері, тому вони імітували письмо цієї людини і її волю заднім числом. З іншої сторони, рентгенівський аналіз проведений в 2002 році, не виявив ознак того, що, як вважалось, автентичну гербову печатку зняли зі справнього документу та прикріпили до підробної Бернської хартії.